# Gioacchino Murat - Dalla locanda al trono
Gioacchino Murat - Dalla locanda al trono è un cortometraggio muto italiano del 1910 diretto e interpretato da Giuseppe De Liguoro.